# NGC 4324
NGC 4324 é uma galáxia espiral (S0-a) localizada na direcção da constelação de Virgo. Possui uma declinação de +05° 15' 00" e uma ascensão recta de 12 horas, 23 minutos e 06,0 segundos.
A galáxia NGC 4324 foi descoberta em 4 de Março de 1862 por Heinrich Louis d'Arrest.